# Canton de Gimont
Le canton de Gimont est une ancienne division administrative française située dans le département du Gers et la région Midi-Pyrénées.
À l'issue du redécoupage cantonal de 2014, Gimont est devenu le bureau centralisateur du nouveau canton de Gimone-Arrats.

## Géographie
Ce canton était organisé autour de Gimont dans l'arrondissement d'Auch. Son altitude variait de 132 m (Saint-Sauvy) à 264 m (Lussan) pour une altitude moyenne de 182 m.

## Composition
Le canton de Gimont regroupait quatorze communes et comptait 7 016 habitants (population municipale) au 1er janvier 2012.
| Nom           | Code Insee | Intercommunalité             | Superficie (km2) | Population (dernière pop. légale) | Densité (hab./km2) |
| ------------- | ---------- | ---------------------------- | ---------------- | --------------------------------- | ------------------ |
| Ansan         | 32002      | CC des Coteaux Arrats Gimone | 7,76             | 83 (2014)                         | 11                 |
| Aubiet        | 32012      | CC des Coteaux Arrats Gimone | 38,96            | 1 115 (2014)                      | 29                 |
| Blanquefort   | 32056      | CC des Coteaux Arrats Gimone | 3,33             | 54 (2014)                         | 16                 |
| Escornebœuf   | 32123      | CC des Coteaux Arrats Gimone | 25,45            | 535 (2014)                        | 21                 |
| Gimont        | 32147      | CC des Coteaux Arrats Gimone | 27,58            | 2 922 (2014)                      | 106                |
| L'Isle-Arné   | 32157      | CC des Coteaux Arrats Gimone | 6,97             | 176 (2014)                        | 25                 |
| Juilles       | 32165      | CC des Coteaux Arrats Gimone | 13,86            | 223 (2014)                        | 16                 |
| Lussan        | 32221      | CC des Coteaux Arrats Gimone | 12,83            | 219 (2014)                        | 17                 |
| Marsan        | 32237      | CC des Coteaux Arrats Gimone | 14,93            | 462 (2014)                        | 31                 |
| Maurens       | 32247      | CC des Coteaux Arrats Gimone | 13,03            | 306 (2014)                        | 23                 |
| Montiron      | 32288      | CC des Coteaux Arrats Gimone | 10,54            | 128 (2014)                        | 12                 |
| Sainte-Marie  | 32388      | CC des Coteaux Arrats Gimone | 22,45            | 415 (2014)                        | 18                 |
| Saint-Sauvy   | 32406      | CC des Coteaux Arrats Gimone | 17,58            | 339 (2014)                        | 19                 |
| Saint-Caprais | 32467      | CC des Coteaux Arrats Gimone | 7,89             | 139 (2014)                        | 18                 |

## Démographie
| 1962  | 1968  | 1975  | 1982  | 1990  | 1999  | 2006  | 2011  | 2012  |
| ----- | ----- | ----- | ----- | ----- | ----- | ----- | ----- | ----- |
| 6 521 | 6 504 | 6 111 | 6 133 | 6 226 | 6 245 | 6 666 | 6 993 | 7 016 |

## Représentation

### Conseillers généraux de 1833 à 2015
| Période                                  | Période      | Identité                                                           | Étiquette                           | Qualité |
| ---------------------------------------- | ------------ | ------------------------------------------------------------------ | ----------------------------------- | --- |
| 1833                                     | 1845         | Joseph Nicolas Castaing                                            |                                     | Médecin à Gimont                                                                                                   |
| 1845                                     | 1852         | Raymond Emery Philippe Joseph Comte de Montesquiou Duc de Fézensac |                                     | Chef d'escadron d'état-major, propriétaire à Paris, conseiller d'arrondissement                                    |
| 1852                                     | 1867         | Léon Serain (1802-1873)                                            | Bonapartiste                        | Maire de Gimont (1840-1873)                                                                                        |
| 1867                                     | 1871         | Comte Alphonse de Mauléon (1810-1888)                              | Légitimiste                         | Propriétaire du château de Lasalle Maire de Sainte-Marie                                                           |
| 1871                                     | 1873 (décès) | Léon Serain (1802-1873)                                            | Bonapartiste                        | Maire de Gimont (1840-1873)                                                                                        |
| 1873                                     | 1892         | Baron Adrien de Sevin de Ségougnac (1814-1894)                     | Bonapartiste                        | Propriétaire du château de Laroque à Gimont                                                                        |
| 1892                                     | 1898         | Arnaud Pérès (1826-1905)                                           | Républicain                         | Ancien avocat, notaire Maire de Gimont (1878-1899)                                                                 |
| 1898                                     | 1904         | Edouard Decepts                                                    | Conservateur                        | Maire de Lussan Ancien conseiller général du Canton de Cologne (1877-1889)                                         |
| 1904                                     | 1910         | Baron Louis de Sevin de Ségougnac (fils d'Adrien de Sevin)         | Républicain                         | Maire de Gimont (1899-1910)                                                                                        |
| 1910                                     | 1919         | Henri Rouges                                                       | Rad.                                | Vétérinaire à Gimont, conseiller d'arrondissement                                                                  |
| 1919                                     | 1922         | Léopold Ninous                                                     | Droite                              | Maire de Gimont (1919-1925), suppléant du juge de paix (1924-1927)                                                 |
| 1922                                     | 1940         | Gabriel Bassat                                                     | Rad.                                | Maire de Gimont (1929-1945), suppléant du juge de paix à partir de 1927                                            |
|                                          |              |                                                                    |                                     | |
| 1945                                     | 1958         | Jean Angelé                                                        | Rad.                                | Médecin, ancien résistant, Aubiet, ancien conseiller d'arrondissement                                              |
| 1958                                     | 1970         | Pierre de Montesquiou                                              | Rassemblement démocratique puis CDP | Négociant en armagnac Député (1958-1976) Maire de Marsan Élu en 1970 dans le canton de Mauvezin                    |
| 1970                                     | 1976         | Léon Abadie (1911-1983)                                            | CDP                                 | Maire de Gimont (1945-1971)                                                                                        |
| 1976                                     | 1982         | Guy Balas (1923-2019)                                              | PS                                  | Maire de L'Isle-Arné (1959-2001) Conseiller régional (1983-1986)                                                   |
| 1982                                     | 2015         | Aymeri de Montesquiou- Fézensac (fils de P. de Montesquiou)        | UDF puis UMP puis UDI               | Exploitant agricole Député (1986-1988, 1993-1997) Député Européen (1989-1994) Sénateur (1998-2015) Maire de Marsan |
| Les données manquantes sont à compléter. |              |                                                                    |                                     | |

### Conseillers d'arrondissement (de 1833 à 1940)
Le canton de Gimont avait deux conseillers d'arrondissement à partir de 1919.
| Période                                  | Période      | Identité                                                           | Étiquette | Qualité |
| ---------------------------------------- | ------------ | ------------------------------------------------------------------ | --------- | --- |
| 1833                                     | 1839         | Paul Daguzan                                                       |           | Maire de Saint-Sauvy                                                                                        |
| 1839                                     | 1845         | Raymond Emery Philippe Joseph Comte de Montesquiou Duc de Fézensac |           | Capitaine d'état major, propriétaire à Paris                                                                |
| 1845                                     | 1848         | Guillaume Jean François Bonnemaison                                |           | Maire de Lussan                                                                                             |
|                                          |              |                                                                    |           | |
| 1883                                     | 1887 (déchu) | Jean Joseph Adrien Trémolières                                     | Droite    | Notaire à Gimont                                                                                            |
| 1889                                     | 1895         | M. Bigos                                                           | Droite    | |
| 1895                                     | 1913         | Pierre-Édouard Dilhan                                              | Radical   | Maire de Sainte-Marie                                                                                       |
|                                          |              |                                                                    |           | |
| 1908                                     | 1910         | Henri Rouges                                                       | Radical   | Vétérinaire à Gimont                                                                                        |
|                                          |              |                                                                    |           | |
| 1919                                     |              | Léon Angelé                                                        | Radical   | Médecin, propriétaire à Aubiet                                                                              |
| 1925                                     |              | Auguste Chaubon                                                    |           | |
|                                          |              | M. Idrac                                                           | Radical   | |
|                                          | 1938         | M. Dupré                                                           | URD       | |
| 1938                                     | 1940         | Jean Angelé                                                        | Radical   | Médecin, propriétaire à Aubiet                                                                              |
| 1938                                     | 1940         | Cléry Dupin                                                        | Radical   | |
| 1940                                     |              |                                                                    |           | Les conseils d'arrondissement ont été suspendus par la loi du 12 octobre 1940 et n'ont jamais été réactivés |
| Les données manquantes sont à compléter. |              |                                                                    |           | |